# Petrești, Hunedoara
Petrești este un sat în comuna Burjuc din județul Hunedoara, Transilvania, România.

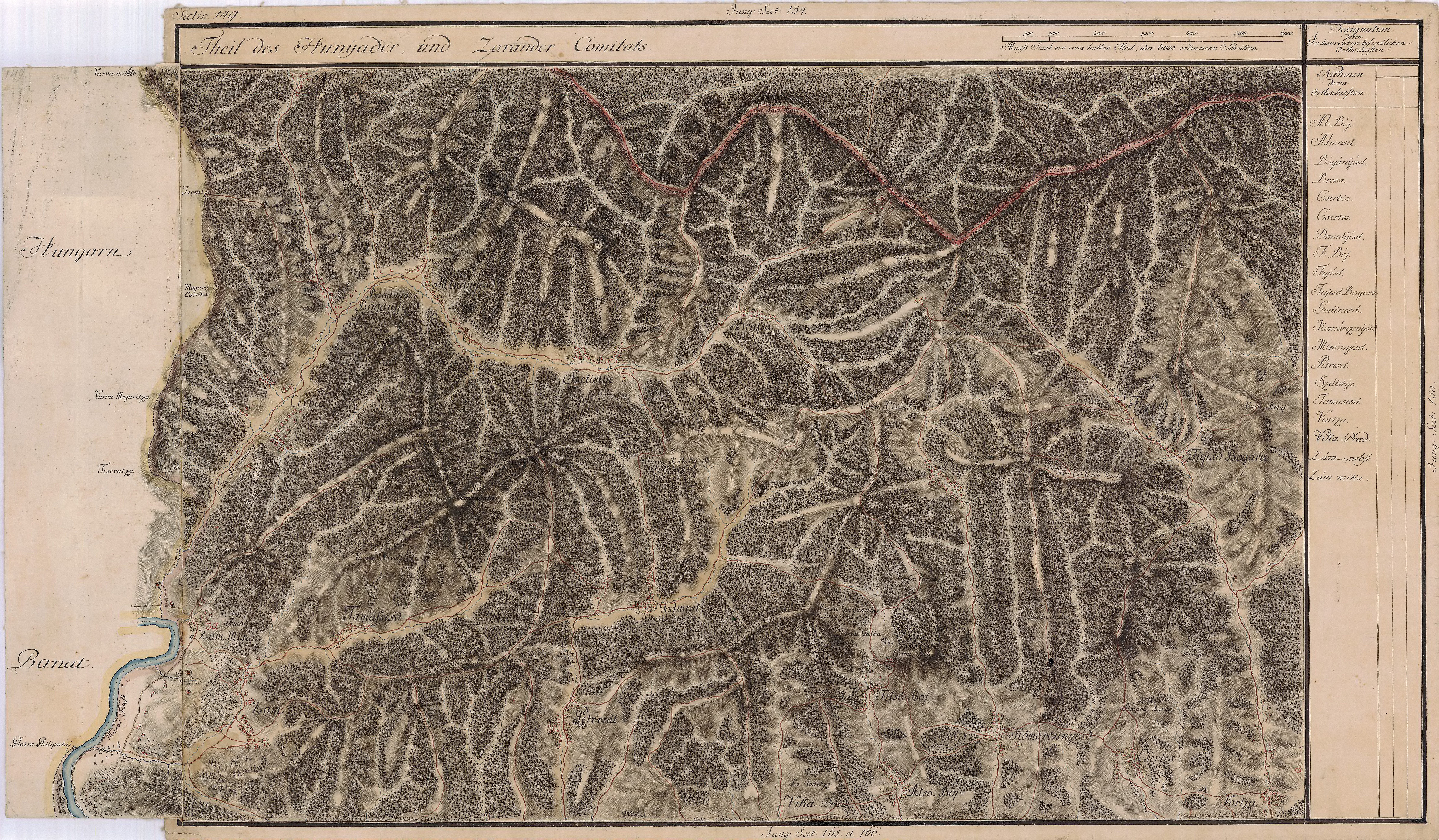
Petrești în Harta Iosefină a Transilvaniei, 1769-1773